# Валонски језик
Валонски језик (вал. Walon) је романски језик, који је био доминантан језик белгијског региона Валоније (око 70%) и пограничног подручја Француске до средине 20. века. 
Језик се појавио у 13. веку, а његова књижевност у 16. Почев од француске окупације Валоније 1795, француски језик је промовисан у школству и државној управи и данас доминира у употреби. Од 1990. валонски језик има званични статус „регионалног изворног језика“ (langue régionale endogène) у Франкофонској заједници у Белгији. Тада је стандардизована и његова ортографија. Данас валонски познају углавном старије генерације, док је ретко његово познавање међу младима (10% у генерацијама до 30 година). 
И валонски и француски језик се убрајају у језике оил (langue d'oïl). По неки лингвистима, валонски је један од северних дијалеката француског. У валонском се разликују 4 дијалекта. Валонски језик се више разликује од стандардног француског језика него белгијски француски језик, који је само регионална варијанта са мало разлика. 
Валонски језик је карактеристичан по архаизму и позајмљеницама из германских језика.

## Примери језика
| валонски           | српски                               |
| ------------------ | ------------------------------------ |
| Diè wåde           | збогом (буквално: нека вас Бог чува) |
| Bondjoû            | добар дан                            |
| A                  | здраво                               |
| Årvey              | довиђења                             |
| Comint ça vos va ? | како си?                             |
| Dji n' sai nén     | не знам                              |